# Fila (companie)
Acest articol face referire la corporația de îmbrăcăminte, pentru alte utilizări vezi FILA.

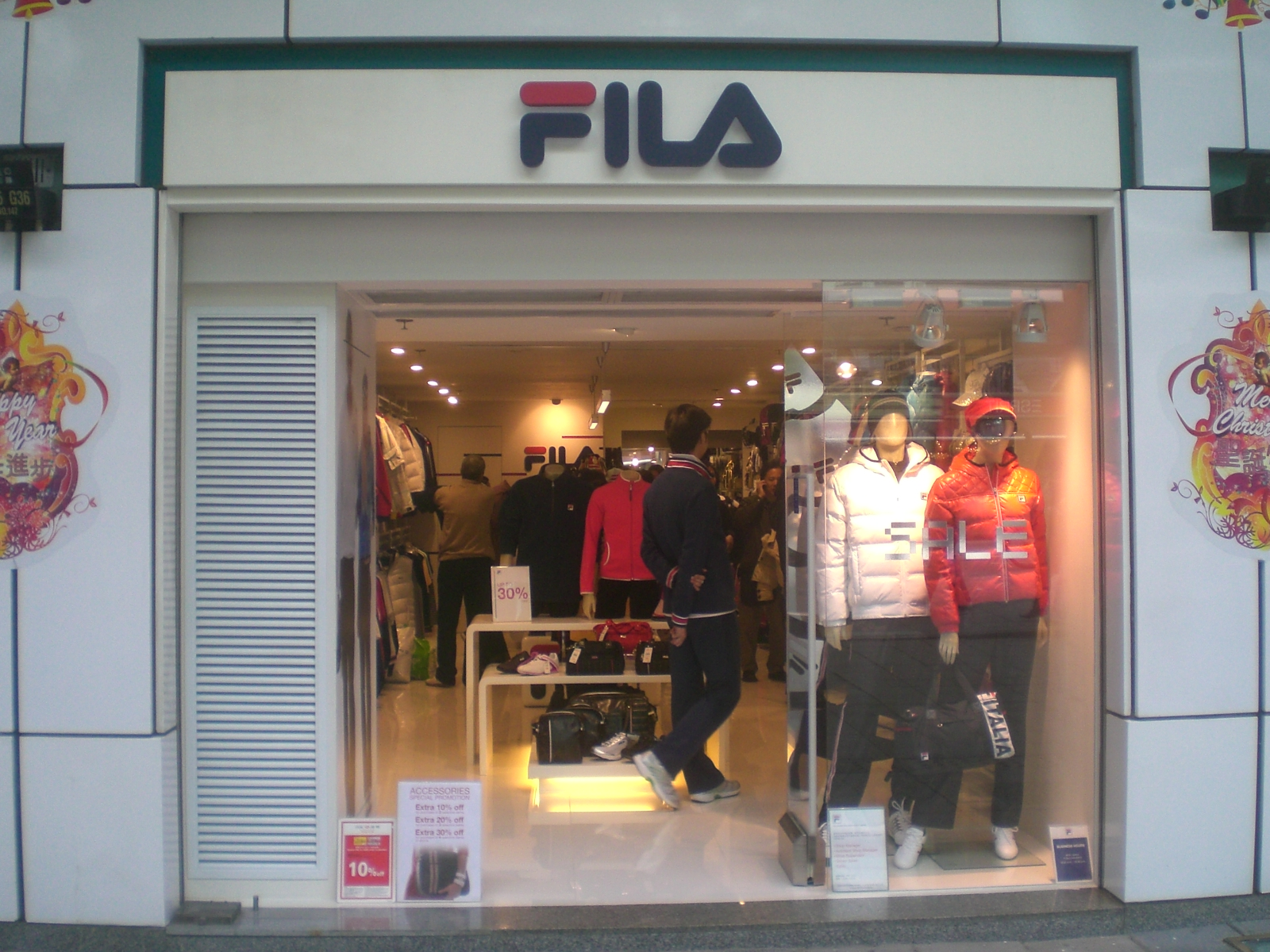
Magazin Fila.

Fila este una dintre cele mai mari companii producătoare de îmbrăcăminte sport din lume. Fondată în 1911, Fila este deținută și condusă din Coreea de Sud de când a fost preluată în 2007. Condusă de către președintele consiliului de administrație Yoon-Soo Yoon, Fila are acum reprezentanțe în 11 țări din întreaga lume.

## Istorie
Fila a fost creată în Biella, Piemont, de frații Fila în 1911. Aceșta inițial au inceput prin a face haine pentru oamenii din Alpii italieni, acum fabricând îmbrăcăminte sportivă pentru barbați, femei, copii și sportivi.